# マカンバ
マカンバ（Makamba）は、ブルンジ・ブルンガ県の県都。またマカンバ郡（コミューン）の行政中心地である。ブルンジ南部、国道11号線と国道17号線の交差点に位置する。人口は26,644人（2012年推計）。
1982年から2025年まで存在したマカンバ県の県都であった。